# Carl Johan Backman (läroboksförfattare)
Carl Johan Backman, född 2 maj 1822 i Frösö socken, Jämtland, död 1 maj 1898 i Adolf Fredriks församling, Stockholm, var en svensk gymnasielärare och läroboksförfattare.
Backman blev student vid Uppsala universitet 1840, filosofie kandidat 1845 samt magister samma år. 1846–1847 var han lärare vid Nya elementarskolan i Stockholm, 1847–1855 lärare vid Östersunds elementarskola. Han utnämndes 1851 till kollega vid Härnösands läroverk och vid Haparanda läroverk, tjänster han dock aldrig tillträdde. 1855–1883 var Backman rektor vid Luleå elementarskola men åtnjöt från 1880 tjänstledighet på grund av sjukdom. Han befordrades 1884 till lektor i tyska och naturvetenskap vid Luleå elementarskola men fortsatte att åtnjuta tjänstledighet. Backman erhöll avsked 1887. Han blev riddare av Nordstjärneorden 1874. Utöver sin lärargärning var Backman flitigt verksam som läroboksförfattare hans Elementarflora öfver Vesterbottens och Lapplands fanerogamer (1874-78), utgiven i samarbete med V. F. Holm blev flitigt använd. Bland hans övriga arbeten märks Några tankar om undervisningen i modersmålet (1859),  Några ord om undervisningen i tyska språket (1867) och Några reflexioner med anledning af stadgan för afgångs-examen vid rikets högre elementarläroverk (1868). Carl Johan Backman är begravd på Norra begravningsplatsen utanför Stockholm.